# 许晓轩
许晓轩（1916年—1949年11月27日），学名永安，字小轩，是一位中共党员。

## 生平
江都县仙女庙（今扬州市江都区仙女镇）人。1938年5月加入中国共产党，1939年春，许晓轩担任中共川东特委青委宣传部长。1949年11月27日大屠杀时殉难。
是长篇小说《红岩》中许云峰、齐晓轩等人物形象的生活原型。